# Honduras nos Jogos Pan-Americanos de 2015
Honduras competiu nos Jogos Pan-Americanos de 2015 em Toronto de 10 a 26 de julho de 2015. O país competiu em 11 esportes com 19 atletas e conquistou 1 medalha de prata.